# Судова система України
Судова́ систе́ма (судоу́стрій) Украї́ни становить сукупність усіх судів держави, наділених виключною компетенцією здійснювати правосуддя, заснованих на єдиних засадах організації і діяльності.
Судова влада в Україні відповідно до конституційних засад поділу влади здійснюється незалежними та безсторонніми судами, утвореними законом. Суди України утворюють єдину систему. Створення надзвичайних та особливих судів не допускається. Делегування функцій судів, а також привласнення цих функцій іншими органами чи посадовими особами не допускаються. Особи, які привласнили функції суду, несуть відповідальність, установлену законом. Третейські суди не входять до судової системи України.

## Статус суддів
Згідно з Законом «Про судоустрій і статус суддів» та Конституцією, судді в Україні мають єдиний статус незалежно від місця суду в системі судоустрою чи адміністративної посади, яку суддя обіймає в суді. Суддя у своїй діяльності щодо здійснення правосуддя є незалежним від будь-якого незаконного впливу, тиску або втручання. Суддя не зобов'язаний давати жодних пояснень щодо суті справ, які перебувають у його провадженні, крім випадків, установлених законом.
Суддя є недоторканним. Без згоди Вищої ради правосуддя суддю не може бути затримано або утримувано під вартою чи арештом до винесення обвинувального вироку суду, за винятком затримання судді під час або відразу ж після вчинення тяжкого або особливо тяжкого злочину. Суддю не може бути притягнуто до відповідальності за ухвалене ним судове рішення, за винятком вчинення злочину або дисциплінарного проступку.
На посаду судді може бути призначений громадянин України, не молодший тридцяти та не старший шістдесяти п'яти років, який має вищу юридичну освіту і стаж професійної діяльності у сфері права щонайменше п'ять років, є компетентним, доброчесним та володіє державною мовою. Законом можуть бути передбачені додаткові вимоги для призначення на посаду судді.
Призначення на посаду судді здійснюється Президентом України за поданням Вищої ради правосуддя. Обов'язковим є конкурсний добір, крім випадків, визначених законом. Суддя обіймає посаду безстроково.
Підставами для звільнення судді є:
1. неспроможність виконувати повноваження за станом здоров'я;
2. порушення суддею вимог щодо несумісності;
3. вчинення істотного дисциплінарного проступку, грубе чи систематичне нехтування обов'язками, що є несумісним зі статусом судді або виявило його невідповідність займаній посаді;
4. подання заяви про відставку або про звільнення з посади за власним бажанням;
5. незгода на переведення до іншого суду у разі ліквідації чи реорганізації суду, в якому суддя обіймає посаду;
6. порушення обов'язку підтвердити законність джерела походження майна.

Повноваження судді припиняються у разі:
1. коли судді виповнюється шістдесять п'яти років;
2. припинення громадянства України або набуття суддею громадянства іншої держави;
3. набрання законної сили рішенням суду про визнання судді безвісно відсутнім або оголошення померлим, визнання недієздатним або обмежено дієздатним;
4. його смерті;
5. набрання законної сили обвинувальним вироком стосовно судді за скоєння ним злочину.

## Конституційний суд

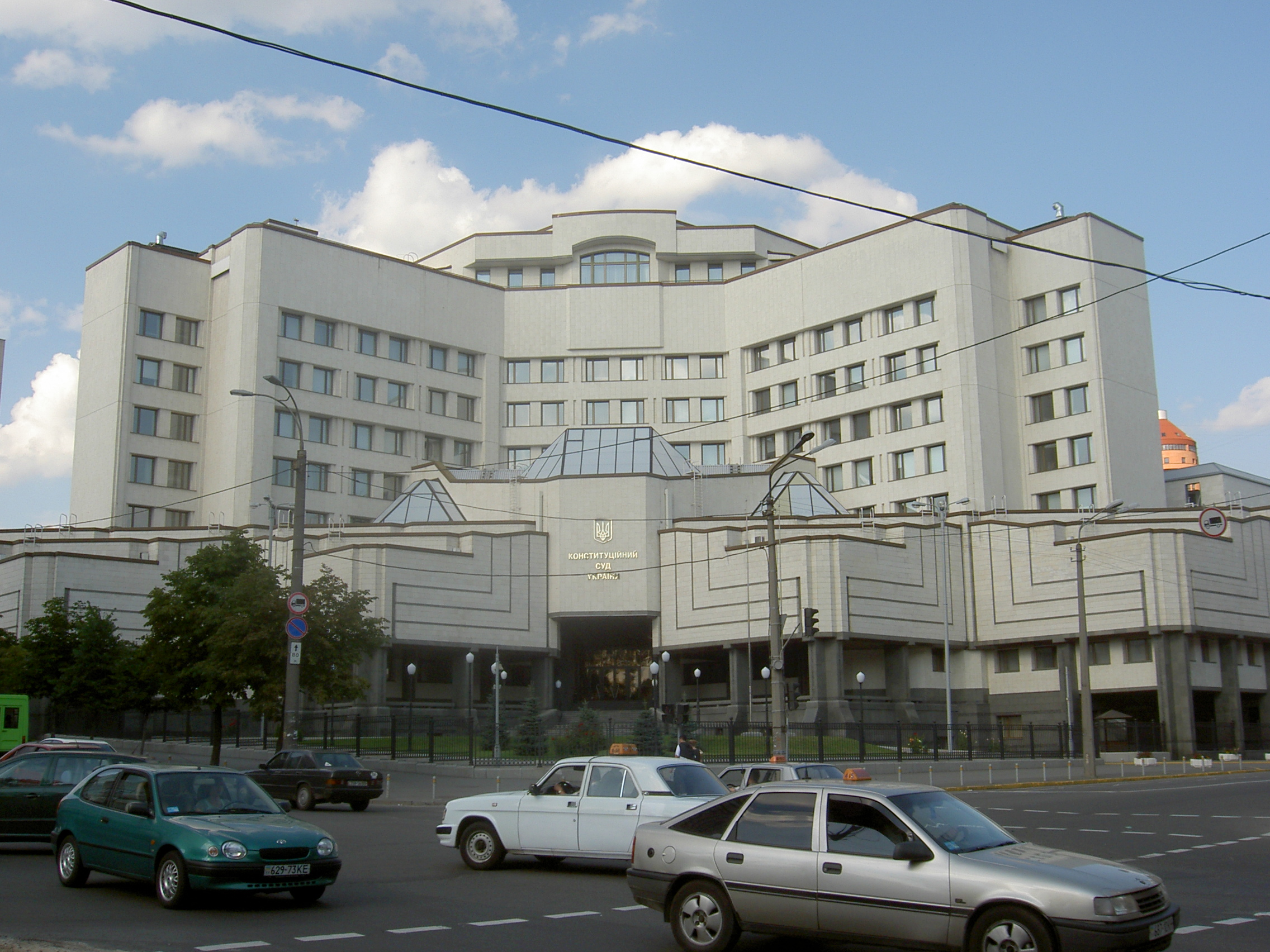
Будівля Конституційного Суду України

Конституційний Суд України є єдиним органом конституційної юрисдикції в Україні. Конституційний Суд України не входить до системи судів загальної юрисдикції.
Пріоритетним напрямком діяльності Конституційного Суду є здійснення конституційного судочинства в Україні. Втім, це не єдина функція суду, також виділяють функції конституційного контролю та офіційного тлумачення Конституції України.
Відповідно до Конституції України та Закону «Про Конституційний Суд України» (стаття 7) до повноважень Суду належить:
1. розв'язання питань щодо відповідності Конституції України (конституційності) законів України та інших правових актів Верховної Ради України, актів Президента України, актів Кабінету Міністрів України, правових актів Верховної Ради Автономної Республіки Крим;
2. офіційне тлумачення Конституції України;
3. надання висновків щодо відповідності Конституції України чинних міжнародних договорів України або тих міжнародних договорів, що вносять до Верховної Ради України для надання згоди на їх обов'язковість;
4. надання висновків про конституційність питань, які пропонують для винесення на всеукраїнський референдум за народною ініціативою;
5. надання висновку щодо додержання конституційної процедури розслідування і розгляду справи про усунення Президента України з поста в порядку імпічменту;
6. надання висновку щодо відповідності законопроєкту про внесення змін до Конституції України вимогам статей 157 і 158 Конституції;
7. надання висновку про порушення Верховною Радою Автономної Республіки Крим Конституції або законів України;
8. розв'язання питань щодо відповідності Конституції України та законам України нормативно-правових актів Верховної Ради Автономної Республіки Крим;
9. розв'язання питань щодо відповідності Конституції України законів України (їхніх певних положень) за конституційною скаргою особи, яка вважає, що застосований в остаточному судовому рішенні в її справі закон України суперечить Конституції України.

## Суди системи судоустрою

### Верховний Суд

Кловський палац — одна з будівель Верховного Суду

Верховний Суд є найвищим судом у системі судоустрою України, який забезпечує сталість та єдність судової практики у порядку та спосіб, визначені процесуальним законом.
Верховний Суд:
1. здійснює правосуддя як суд касаційної інстанції, а у випадках, визначених процесуальним законом, — як суд першої або апеляційної інстанції, в порядку, встановленому процесуальним законом;
2. здійснює аналіз судової статистики, узагальнення судової практики;
3. надає висновки щодо проєктів законодавчих актів, які стосуються судоустрою, судочинства, статусу суддів, виконання судових рішень та інших питань, пов'язаних із функціонуванням системи судоустрою;
4. надає висновок про наявність чи відсутність у діяннях, у яких звинувачується Президент України, ознак державної зради або іншого злочину; вносить за зверненням Верховної Ради України письмове подання про неспроможність виконання Президентом України своїх повноважень за станом здоров'я;
5. звертається до Конституційного Суду України щодо конституційності законів, інших правових актів, а також щодо офіційного тлумачення Конституції України;
6. забезпечує однакове застосування норм права судами різних спеціалізацій у порядку та спосіб, визначені процесуальним законом;
7. здійснює інші повноваження, визначені законом.

2016 року внесли зміни до Конституції і ухвалили новий закон про судоустрій і статус суддів, згідно з якими найвищим судом у системі судоустрою України є Верховний Суд (ст. 125 Конституції, ст. 17 Закону).
Новий Верховний Суд почав діяти 15 грудня 2017 року, у 100-річчя заснування Генерального суду УНР.
До складу Верховного Суду входять судді у кількості не більше двохсот. У складі Верховного Суду діють:
- Велика Палата Верховного Суду;
- Касаційний адміністративний суд;
- Касаційний господарський суд;
- Касаційний кримінальний суд;
- Касаційний цивільний суд.

У Верховному Суді діє Пленум Верховного Суду для вирішення питань, визначених Конституцією України та Законом. Пленум є колегіальним органом, до складу якого входять усі судді Верховного Суду (ст. 46 Закону).

### Апеляційні суди
У системі судоустрою діють апеляційні суди як суди апеляційної інстанції з розгляду цивільних і кримінальних, господарських, адміністративних справ, справ про адміністративні правопорушення.

#### Загальні апеляційні суди
Апеляційними судами з розгляду цивільних і кримінальних справ, а також справ про адміністративні правопорушення є апеляційні суди, які утворюють відповідно до указу Президента України в апеляційних округах.
До створення апеляційних округів загальних судів, такими округами є місто Київ, місто Севастополь, Автономна Республіка Крим, області, а апеляційними судами у відповідних апеляційних округах є відповідно Апеляційний суд міста Києва, Апеляційний суд міста Севастополя, Апеляційний суд Автономної Республіки Крим, апеляційні суди областей. Загальна кількість — 27.
Частина приміщень деяких загальних апеляційних судів розміщена за межами адміністративних центрів. Певна частина Кримського апеляційного суду розміщена у Феодосії, Дніпровського апеляційного суду — у Кривому Розі, а Донецького апеляційного суду —  у Бахмуті та Маріуполі.

#### Апеляційні господарські суди
Апеляційні господарські суди переглядають рішення та ухвали господарських судів першої інстанції. Загальна кількість — 7. Юрисдикція апеляційних господарських судів є особливою і не збігається з адміністративно-територіальним устроєм.
Сучасна ланка апеляційних господарських судів діє на підставі Указу Президента «Про ліквідацію апеляційних господарських судів та утворення апеляційних господарських судів в апеляційних округах» від 29 грудня 2017 року.
| Назва суду                                      | Поширення юрисдикції                                                             | Адреса                                                                       | Інтернет-сторінка                  |
| ----------------------------------------------- | -------------------------------------------------------------------------------- | ---------------------------------------------------------------------------- | ---------------------------------- |
| Східний апеляційний господарський суд           | Донецька, Луганська, Полтавська та Харківська області                            | 61058, Харківська обл., м. Харків, просп. Незалежності, буд. 13              | https://court.gov.ua/sud4875/      |
| Центральний апеляційний господарський суд       | Дніпропетровська, Запорізька область та Кіровоградська області                   | 49000, Дніпропетровська обл., м. Дніпро, просп. Дмитра Яворницького, буд. 65 | https://court.gov.ua/sud4876/      |
| Південний апеляційний господарський суд         | Автономна Республіка Крим та місто Севастополь                                   | 99011, м. Севастополь, вул. Суворова, буд. 20                                |                                    |
| Південно-західний апеляційний господарський суд | Миколаївська, Одеська та Херсонська області                                      | 65119, Одеська обл., м. Одеса, просп. Шевченка, буд. 29                      | https://court.gov.ua/sud4872/      |
| Північний апеляційний господарський суд         | Київська, Сумська, Черкаська, Чернігівська області та місто Київ                 | 04116, м. Київ, вул. Шолуденка, буд. 1–А                                     | https://anec.court.gov.ua/sud4873/ |
| Північно-західний апеляційний господарський суд | Вінницька, Волинська, Житомирська, Рівненська та Хмельницька області             | 33001, Рівненська обл., м. Рівне, вул. Яворницького, буд. 59                 | https://nwag.court.gov.ua/sud4874/ |
| Західний апеляційний господарський суд          | Закарпатська, Івано-Франківська, Львівська, Тернопільська та Чернівецька області | 79010, Львівська обл., м. Львів, вул. Личаківська, буд. 81                   | https://court.gov.ua/sud4870/      |

#### Апеляційні адміністративні суди
В Україні здійснюють правосуддя 8 апеляційних адміністративних судів (див. таблицю).
| Назва суду                                 | Поширення юрисдикції                                                                       | Адреса                                                                           | Вебсторінка                       |
| ------------------------------------------ | ------------------------------------------------------------------------------------------ | -------------------------------------------------------------------------------- | --------------------------------- |
| Перший апеляційний адміністративний суд    | Донецька та Луганська області                                                              | 84301, Донецька обл., м. Краматорськ, вул. Миколи Леонтовича, буд. 15            | https://1aa.court.gov.ua/sud4850/ |
| Другий апеляційний адміністративний суд    | Полтавська, Сумська та Харківська області                                                  | 61057, Харківська обл., м. Харків, Майдан Театральний, буд. 1                    | https://2aa.court.gov.ua/sud4851/ |
| Третій апеляційний адміністративний суд    | Дніпропетровська, Запорізька та Кіровоградська області                                     | 49005, Дніпропетровська обл., м. Дніпро, вул. Левка Лук'яненка, буд. 23          | https://3aa.court.gov.ua/sud4852/ |
| Четвертий апеляційний адміністративний суд | Автономна Республіка Крим та місто Севастополь                                             | 99011, м. Севастополь, вул. Суворова, буд. 16                                    |                                   |
| П'ятий апеляційний адміністративний суд    | Миколаївська, Одеська та Херсонська області                                                | 65039, Одеська область, м. Одеса, просп. Гагаріна, буд. 19–21                    | https://5aa.court.gov.ua/sud4854/ |
| Шостий апеляційний адміністративний суд    | Київська, Черкаська, Чернігівська області та місто Київ                                    | 01010, м. Київ, вул. Князів Острозьких, буд. 8, корп. 30                         | https://6aa.court.gov.ua/sud4855/ |
| Сьомий апеляційний адміністративний суд    | Вінницька, Житомирська, Хмельницька та Чернівецька області                                 | 21050, Вінницька обл., м. Вінниця, вул. Соборна, буд. 48/вулиця Оводова, буд. 34 | https://7aa.court.gov.ua/sud4856/ |
| Восьмий апеляційний адміністративний суд   | Волинська, Закарпатська, Івано-Франківська, Львівська, Рівненська та Тернопільська області | 79005, Львівська обл., м. Львів, вул. Саксаганського, буд. 13                    | https://8aa.court.gov.ua/sud4857/ |

### Місцеві суди

#### Загальні місцеві суди
Місцевими загальними судами є районні, міжрайонні, районні у містах, міські та міськрайонні суди. Це суди першої інстанції. Загальна їхня кількість — 663.

#### Господарські місцеві суди
Господарські місцеві суди розташовані у всіх обласних центрах, у столиці АР Крим та містах Києві та Севастополі. Юрисдикція поширюється у межах свого регіону. Загальна кількість — 27.

#### Адміністративні місцеві суди
Окружні адміністративні суди (місцеві) розташовані у всіх обласних центрах областей, у столиці АР Крим і містах Києві та Севастополі. Юрисдикція поширюється у межах свого регіону. Загальна кількість — 27.

Схема судоустрою України з урахуванням принципів територіальності, спеціалізації та інстанційності. Актуальна в ході імплементації реформи 2016 року

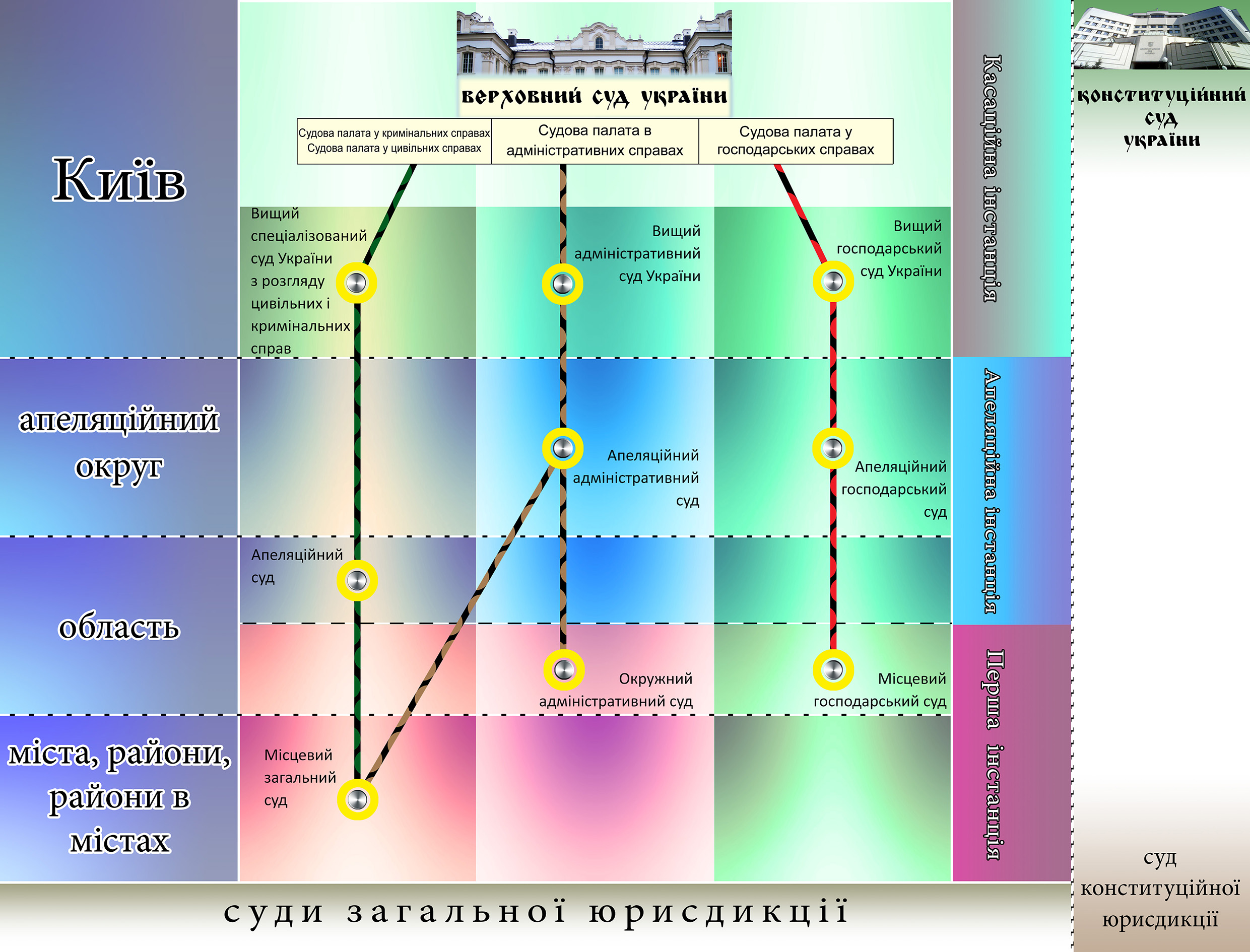
Схема судоустрою України з урахуванням принципів територіальності, спеціалізації та інстанційності. Актуальна до імплементації реформи 2016 року

## Забезпечення і завантаженість
Станом на 2018 рік система правосуддя, що діє в Україні, лишається серед країн з найнижчим у Європі бюджетом на судову систему — 8.1 євро на душу населення, що у 8 разів нижче за середнє по Європі. Значною мірою вона фінансується за рахунок судових зборів (37 %, що вдвічі більше за середній європейський показник). При цьому кількість суддів в Україні менша за середньоєвропейську (14 проти 21 на 100 тисяч мешканців).
Рівень недоукомплектованості суддями в судах України кілька років поспіль у середньому перевищує 40 %, а в деяких судах — понад 60 %. Близько 30 судів узагалі не функціонують. У жовтні 2020 року, який позначився коронавірусною епідемією, 80 українських судів мали тільки одного працюючого суддю. Україна має вдвічі нижчу чисельність суддів на 100 тис. населення, ніж у середньому по Європі.
У 2012 році судова система України була профінансована на 3,817 млрд грн. що становить 38,6 % від бюджетного запиту; у 2013 — 4,345 млрд. (46,8 %); у 2014 (призначення) — 4,571 млрд. (46,4 %).
Середня суддівська винагорода до оподаткування у 2012 році складала 13 510 грн., у 2013 — 17 759 грн. (по місцевим і апеляційним судам).
Станом на 1 квітня 2014 року 1402 судді потребували поліпшення житлових умов. У 2013 році житлом забезпечені 9 суддів.
Станом на 1 квітня 2014 кількісний склад суддів місцевих та апеляційних судів становив 8167 посад, у тому числі місцевих судів — 5917; апеляційних — 2250. Із них фактично зайнятих — 92,98 %.
Надходження справ і матеріалів у 2013 році склало 5,1 млн.
Середньомісячне навантаження на одного суддю: по місцевим загальним судам — 67,2 справи; по окружним адміністративним — 30,8; по місцевим господарським — 17,2 справи. Середнє по системі зменшення навантаження — 11,65 %.
Найзавантаженішим судом у країні є Печерський районний міста Києва, в якому щодня слухається близько 278 справ. Найбільше судових засідань проходить у Київській, Дніпропетровській та Харківській областях.

### Кадри, гендерний аспект
Станом на 1 січня 2020 у місцевих та апеляційних судах України працювали 30 363 суддів та працівників апаратів, з них 75 % жінок. З 1012 суддів апеляційної інстанції жінки складають 52 %. Із 575 суддів, які обіймають посаду голови суду, 37 % — жінки. На посади голів місцевих та апеляційних судів, у переважній більшості, обрані чоловіки.
Нестача професійних суддівських кадрів є загальновідомим фактом. Якщо врахувати, що станом на березень 2016 року штатна кількість суддів була 9071, то системі не вистачає мінімум 4000 професіоналів.
Станом на серпень 2018 року 23 судові установи не здійснювали судочинство через брак суддів, згодом ця цифра зменшилась, головним чином, унаслідок відрядження окремих суддів до інших судів. Із 674 судів повний штат мають усього 103. При цьому, жоден з апеляційних судів не наповнено на 100 %.
Судді, що отримали право на відставку, активно користуються цим правом. Олександра Жуковська підрахувала, що за останніх 5 років (2016—2020) у відставку пішло майже стільки ж суддів, як за 25 років до того.

## Судова реформа
Про «малу судову реформу» 2001—2002 років див: Закон України «Про судоустрій України»#Мала судова реформа 2001—2002.

### 2010—2013
7 липня 2010 р., після численних дискусій та переговорів представників різних політичних сил, Верховна Рада прийняла в цілому Закон «Про судоустрій та статус суддів». Вказаним законом вносяться істотні зміни в судову систему України, зокрема передбачається введення системи вищих спеціалізованих судів по всім галузям юрисдикції: створення Вищого спеціалізованого суду з розгляду цивільних та кримінальних справ, який разом з Вищим адміністративним судом України та Вищим господарським судом України буде працювати як суд касаційної інстанції.
Реформою ліквідовані військові суди — тепер справи, що мали б розглядатися гарнізонними військовими судами розглядаються судами загальної юрисдикції першої інстанції, а справи, що мали б розглядатися у апеляційних військових судах розглядаються у апеляційних судах загальної юрисдикції.
Також реформою різко обмежено компетенцію Верховного суду — він може переглядати рішення Вищих спеціалізованих судів тільки за наявності визначених законом обставин.
Негативні сторони реформи 2010 року викриті Європейським судом з прав людини у справі «Олександр Волков проти України» 2013 року.

### 2014—2015
Стратегія розвитку судової системи України на 2014—2017 роки, підготована Радою суддів, містить такі напрямки розвитку судової системи:
- Зміцнення незалежності та самостійності суддів;
- Збільшення фінансування та підвищення ефективності використання ресурсів;
- Довіра громадськості;
- Професіоналізм та досконалість в роботі;
- Дотримання засад доброчесності у відправленні правосуддя.

27 жовтня 2014 р. Президент Порошенко створив Раду з питань судової реформи, яка повинна підготувати та подати Главі держави пропозиції щодо стратегії реформування судоустрою та судочинства. Координатором Ради призначено заступника глави АПУ О. В. Філатова.
Стратегія сталого розвитку «Україна — 2020», запропонована П. Порошенком, накреслює судову реформу у два етапи:
1. невідкладне оновлення законодавства, спрямоване на відновлення довіри до судової влади в Україні;
2. системні зміни в законодавстві: прийняття нової Конституції України та на основі відповідних конституційних змін — нових законів, що стосуються судоустрою та судочинства, інших суміжних правових інститутів.

Мета реформи — реформування судоустрою, судочинства та суміжних правових інститутів задля практичної реалізації принципів верховенства права і забезпечення кожному права на справедливий судовий розгляд справ незалежним та неупередженим судом.
Законодавчим втіленням реформи стало прийняття Закону України «Про забезпечення права на справедливий суд», проєкт якого розроблений президентською Радою з питань судової реформи під керуванням Філатова.
При цьому був відкинутий альтернативний законопроєкт, що просувався Реанімаційним пакетом реформ. Проєкт РПР, серед іншого, передбачав ліквідацію господарських судів — професіонали на це відреагували різко негативно.
Основні новації прийнятого Закону «Про забезпечення права на справедливий суд», що набрав чинності 29 березня 2015 р.:
- розширено повноваження Верховного Суду щодо самостійного прийняття справ до провадження у т. зв. IV інстанції та підстав перегляду справ;
- судам надано право відступати від правових позицій Верховного Суду з одночасним наведенням відповідних мотивів у рішенні;
- змінено порядок формування Вищої ради юстиції;
- доступ до судових рішень зроблено більш відкритим;
- змінено порядок розгляду Верховною Радою питань про звільнення суддів;
- Закон України «Про судоустрій і статус суддів» викладено в новій редакції;
- запроваджено первинне кваліфікаційне оцінювання суддів (тобто переатестацію) всіх суддів.
- передбачено створення апеляційних округів загальних судів;
- передбачено обладнання необхідної кількості залів судових засідань у дворічний термін.

Один з проєктів судової реформи, що дискутувався у владі протягом 2015 року, передбачав одночасне звільнення всіх суддів. Проте, Венеціанська комісія застерегла від такого кроку, зазначивши, що звільнення всіх суддів не відповідає європейським стандартам і принципу верховенства права і це завдало б шкоди подальшому відправленню правосуддя. Рада Європи також вважає, що повна заміна особового складу суддівського корпусу в Україні неможлива:
|                                                                        | Не може бути такого процесу, як люстрація суддівського корпусу. Венеціанська комісія чітко визначила, що це навіть не ставиться під питання. Може мати місце процес індивідуального оцінювання ефективності суддів… У суддівській системі неможливо діяти так само, як створили поліцію. Завданням суддів не є виконання наказів або контроль за виконанням наказів. Тому співробітників правоохоронних органів можна звільнити за невиконання наказів, а суддів – ні. |
| — Крістос Джакомопулос, спецпредставник генсека Ради Європи по Україні | |

### 2016
Велика судова реформа, що складається з Закону про внесення змін до Конституції України (щодо правосуддя), та нового Закону «Про судоустрій і статус суддів», була прийнята без суттєвого обговорення Верховною Радою 2 червня 2016 року.
Однією з причин ухвалення реформи називалася вимоглива позиція послів «Великої сімки» та Міжнародного валютного фонду.
Реформа полягає в наступному:
- Перетворення чотирирівневої судової системи на трирівневу (місцеві/окружні суди — апеляційні суди — новий Верховний Суд, у складі якого діють Велика Палата, Касаційний адміністративний суд, Касаційний господарський суд, Касаційний кримінальний суд, Касаційний цивільний суд). ВГСУ, ВАСУ, ВСС ліквідуються, але спеціалізація судочинства залишається.
- Всіх суддів призначатимуть на конкурсній основі. Нові кваліфікаційні вимоги до суддів ВСУ. Утворення Громадської ради доброчесності.
- Створення окремих Вищого антикорупційного суду та Вищого суду з питань інтелектуальної власності.
- Обмеження суддівської недоторканності.
- Утворення Вищої ради правосуддя замість ВРЮ.
- Істотне підвищення суддівської винагороди (зарплати).
- Розширення дисциплінарної відповідальності суддів, кваліфікаційне оцінювання.
- Зміна порядку призначення, переведення суддів.
- Введення інституту конституційної скарги громадянина до Конституційного Суду.
- Поступове впровадження адвокатської монополії на представництво в судах[33][35][36].

Реформу привітали Європейський Союз, США, Рада Європи, Венеціанська комісія, але висловила критичні зауваження Європейська Бізнес Асоціація.

### 2017
Верховна Рада України підтримала у другому читанні законопроєкт № 6232 «Про внесення змін до Господарського процесуального кодексу України, Цивільного процесуального кодексу України, Кодексу адміністративного судочинства України та інших законодавчих актів» 3 жовтня 2017 року. Основни зміни до кодексів:
- Врегульовано питання діяльності нового Верховного Суду і Вищого суду з інтелектуальної власності
- Встановлено певні обмеження для подачі громадянами касаційних скарг в новий Верховний Суд
- Введено нові поняття для удосконалення судової системи як «зразкова справа» і «типова справа», а також інститут наказного провадження і досудового врегулювання спору
- Розширено межі процесуального примусу за зловживання правами і обов'язками сторін у суді
- Започатковано Єдину судову інформаційно-телекомунікаційну систему[42].

## Погляд суспільства, критика
За даними соціологічних досліджень, зокрема «Барометра Світової Корупції» (Global Corruption Barometer) від Transparency International та Gallup International Association, найкорумпованішою сферою українці вважають судову владу (66 %). Подібні результати продемонстрували результати дослідження, проведеного Українським центром економічних і політичних досліджень імені Олександра Разумкова: судову владу українці вважають найбільш корумпованою сферою, а 47 % опитуваних вважають, що у судовій владі корупцією охоплено все. За даними Світового Індексу Правосуддя (World Justice Project — Rule of Law Index), Україна у сфері «відсутність корупції» в судовій системі зайняла 94 місце з 99 проаналізованих країн (дані станом на 14.10.2014).
Опитування, проведене у 2019 році, показало, що українські суди в цілому зберігають негативний баланс довіри-недовіри у суспільстві: довіряє судам 14 % населення, тоді як не довіряє – 75 % (більш детально:).
На запитання, наскільки, на вашу думку, дотримується право українців на справедливий, відкритий і незалежний суд (за 5-бальною шкалою), респонденти протягом 2006—2021 рр. ставили оцінку 2,4-2,7. Щодо дотримання презумпції невинуватості у кримінальному праві оцінка становить 2,8. Це найнижчі показники порівняно з іншими правами людини в Україні.
Ефективності судової системи не сприяє і те, що близько 70 % рішень судів в Україні не виконуються.
Звертається увага на недостатню комунікацію з боку судових органів, яка призводить до того, що суспільний запит на інформацію задовольняється переважно в негативному контексті. Так, за результатами соцопитування фонду «Демократичні ініціативи» імені Ілька Кучеріва, цілком довіряють українським судам лише 0,7 % громадян України. Разом з тим, за даними Research & Branding Group, з тих громадян України, які мали справи в українських судах, 40 % довіряють судам і судовій системі. Дослідження 2021 року знову підтвердило, що сприйняття судів українцями, які хоч раз там бували, є більш позитивним, ніж населення в цілому.
Широка громадська думка про судову систему не цілком відповідає реальному станові речей, про що свідчать дані опитування у травні 2015 року: у той час як українці вважають судову систему найбільш корумпованою серед інших інститутів (27 %, 1 місце), лише 8 % зізналися, що давали хабарі суддям (6 місце).
Загалом, суди за рівнем довіри посідають восьме місце в списку з 20 суспільних інститутів і третє серед державних установ. Нижче судів розташувалися ЗМІ, парламент, прокуратура, міліція, банки та інші інститути.
Обличчя судової системи також плямується випадками негідної поведінки окремих суддів у громадських місцях, а також неспроможністю пояснити великі статки:
|                                                                                                  | Ми розкрили проблеми судів і судової системи зсередини. Багато суддів дійсно мають проблеми з майном, походження якого вони не можуть пояснити. Ми також побачили, що багато суддів, особливо на перших етапах, не звертають уваги на практику Європейського суду з прав людини. |
| — Голова ВККС Сергій Козьяков (щодо результатів кваліфікаційного оцінювання суддів, 18.08.2016), | |

Після окупації Криму більше 270-ти місцевих суддів перейшли на службу Росії, порушивши присягу.
Черговою хвилею обурення залежністю та бюрократизмом судової гілки позначилася справа голови ДФС Романа Насірова, якому Солом'янський райсуд Києва не спромігся обрати запобіжний захід у відведений Конституцією 72-годинний проміжок. Поширена думка, що це могло призвести до його втечі.
Суди не справляються з розглядом резонансних, особливо корупційних, справ. Так, станом на 31 січня 2018 року, з-поміж 116 справ, переданих до судів САП, у 44 розгляд не розпочато. Деякі провадження не можуть розпочати слухати понад рік. Формальними причинами є неможливість сформувати колегію, відводи суддям, неявка учасників, визначення підсудності. Особливі нарікання викликають «справи Майдану», багато з яких не можуть розпочати слухати з 2016 року.
Істотною проблемою є і нерозуміння суспільством окремих «занадто м'яких» запобіжних заходів підозрюваним, які суди застосовують у публічно значимих справах (наприклад, у «бурштиновій справі», справі про корупцію в Одеській мерії чи про «рюкзаки Авакова»).

## Погляд суддів
У відкритому листі Ради суддів України (вищого органу суддівського самоврядування) від 6 лютого 2015 року йдеться про те, що судова система, суди і судді перебувають під шквалом нищівної критики. Набирає поширення публічне коментування ухвалених судами рішень у вкрай негативному світлі. Цим підтримується емоційна напруга населення та все частіше викликається агресія, спрямована на суддів. Лунають заклики до фізичної розправи з суддями та мають місце випадки такої розправи. Також неприпустимо, що народні депутати, високопосадовці органів виконавчої влади та прокуратури публічно, з відвертою неповагою коментують і критикують судові рішення, заявляють про їх неправосудність, хоча ці рішення не скасовані в установленому порядку.
Як висловився суддя Вінницького окружного адміністративного суду, к.ю.н. М. Жернаков,
|   | Суспільство розчароване у судовій владі та підхльоснуте демонізацією судів у ЗМІ… прагне якщо не смертного вироку, то точно тотальної люстрації і звільнення для всіх без винятку суддів. На такі очікування радо реагують політики… Якщо подивитися на ті судові справи, які викликають найбільший суспільний резонанс… можна помітити, що всі вони мають політичне забарвлення. Головною проблемою в судовій системі є залежність суддів і судів від політичної влади. За виразом одного з колег, «не будеш тут флюгером, коли дме так, що аж здуває». |
| — | |

Судді тривожаться через те, що в країні, де переміг Майдан, «під судом палять шини, люди в балаклавах уриваються до залів судових засідань і вимагають від суду прийняття рішення, яке б їх задовольнило»; забуто про презумпцію невинуватості стосовно самих вершителів правосуддя. При розгляді резонансних справ прокуратура грає на почуттях та на ура-патріотизмі, а мас-медіа підтримують такі маніпуляції та не хочуть розбиратися, що насправді відбувається.
Негативне ставлення до судової влади формується, в тому числі, через відсутність зв'язку зі ЗМІ, адже суддя не може дозволити собі коментувати дії влади або рішення у резонансній справі. Судді не схильні довіряти журналістам, які часто некомпетентно подають інформацію (приклад), та громадським активістам, яких використовують для тиску на суд і провокацій.
Рада суддів провела низку досліджень і виявила, що деякі судді, не впоравшись із суспільним тиском, скінчили життя самогубством, інші — втратили старих батьків, які не витримали «громадського» осуду.

## Чинники, які негативно впливають на стан незалежності суддів в Україні
1. Втручання (листи, звернення, телефонні дзвінки тощо) окремих народних депутатів в діяльність суддів
2. Намагання Президента України та працівників його Адміністрації неправомірно впливати на судову владу та суддів
3. Намагання Кабінету Міністрів України та представників урядових структур неправомірно впливати на судову владу та суддів
4. Намагання Верховної Ради України та представників парламентських комітетів неправомірно впливати на судову владу та суддів
5. Намагання окремих керівників органів влади місцевого рівня неправомірно впливати на судову владу та суддів
6. Приниження політиками авторитету судової влади
7. Порушення органами та посадовими особами законодавчої й виконавчої влади презумпції невинуватості та привласнення судових функцій
8. Використання суддів у політичній боротьбі
9. Недостатнє фінансування судів та здійснення цього фінансування в ручному режимі
10. Політична заангажованість та непрофесіоналізм засобів масової інформації (телебачення, друковані ЗМІ, радіо, Інтернет)
11. Публічне оцінювання судових рішень посадовими особами
12. Відсутність прецеденту та механізму притягнення до відповідальності осіб, які намагаються неправомірно впливати на суддів
13. Незадовільне матеріально-технічне забезпечення судів
14. Низький рівень заробітної плати суддів
15. Відсутність реального впливу судової влади на формування бюджету судової системи та неможливість контролювати використання коштів
16. Неправомірне використання посадовими особами законодавчої та виконавчої влади владних повноважень, пов'язаних з призначенням, обранням, звільненням суддів, притягненням їх до відповідальності, обранням суддів на адміністративні посади
17. Винесення окремими суддями суперечливих або сумнівних рішень
18. Відсутність комунікацій всередині судової влади
19. Недосконалість та суперечливість законодавства
20. Недосконалий механізм професійного відбору на посаду судді
21. Бездіяльність органів суддівського самоврядування у захисті суддів[70].

## Тиск на суддів і судову систему в Україні

### Стан нормативного регулювання
Згідно зі статтею 126 Конституції України,
Незалежність і недоторканність суддів гарантуються Конституцією і законами України. Вплив на суддів у будь-який спосіб забороняється.

Самостійність судової системи закріплена статтею 6 Закону України «Про судоустрій і статус суддів»:
Суди здійснюють правосуддя самостійно. Здійснюючи правосуддя, суди є незалежними від будь-якого незаконного впливу. Суди здійснюють правосуддя на основі Конституції і законів України, забезпечуючи при цьому верховенство права.
Втручання у здійснення правосуддя, вплив на суд або суддів у будь-який спосіб, неповага до суду чи суддів, збирання, зберігання, використання і поширення інформації усно, письмово або в інший спосіб з метою завдання шкоди авторитету суддів чи впливу на безсторонність суду забороняється і тягне за собою відповідальність, установлену законом.
Забезпечення незалежності суддів закріплено у Конвенції про захист прав людини та основних свобод (4 листопада 1950 року), ратифікованій Верховною Радою України 17 липня 1997 року, та в низці інших міжнародних документів, а саме: «Основні принципи незалежності судових органів», ухвалені резолюціями 40/32 від 29 листопада 1985 року та 40/146 від 13 грудня 1985 року Генеральної Асамблеї ООН, «Процедури ефективного здійснення Основних принципів незалежності судових органів», затверджені 24 травня 1989 року Резолюцією 1989/60 Економічної і Соціальної Ради ООН, Європейська хартія «Про статус суддів» від 10 липня 1998 року, Рекомендації № (94) 12 Комітету Міністрів Ради Європи «Незалежність, дієвість та роль суддів» від 13 жовтня 1994 року та інших. Цей підхід також підтверджується практикою Європейського суду з прав людини.
Кримінальна відповідальність за тиск на суддів конкретизована в розділі XVIII КК України. Це, зокрема, статті 376 (Втручання в діяльність судових органів), 377 (Погроза або насильство щодо судді, народного засідателя чи присяжного), 378 (Умисне знищення або пошкодження майна судді, народного засідателя чи присяжного), 379 (Посягання на життя судді, народного засідателя чи присяжного у зв'язку з їх діяльністю, пов'язаною із здійсненням правосуддя).

### Стан проблеми
Гарантії самостійності судів та незалежності суддів в Україні належним чином не забезпечені.
Як зазначав у 2007 році Верховний Суд України, на практиці законодавчим органом, органами виконавчої влади, їх посадовими особами ігнорується конституційний принцип поділу влади на законодавчу, виконавчу та судову. Мають місце:
- спроби втручання в організацію діяльності судів, вирішення конкретних судових справ,
- перешкоджання здійсненню судами правосуддя на визначених законом засадах,
- тиск на суддів шляхом погроз, шантажу та іншого протиправного впливу, в тому числі у формі прийняття незаконних нормативно-правових актів та правових актів індивідуальної дії,
- неправомірного використання суб'єктами влади наданих їм повноважень,
- незаконного наділення деяких державних органів відповідними повноваженнями, що посилює залежність від них судів та суддів.

Останнім часом факти тиску на суддів і втручання в діяльність судів набули системного та відвертого характеру, зокрема при розгляді судами справ, формуванні суддівського корпусу, призначенні суддів на адміністративні посади, вирішенні питань про відповідальність суддів.
Вказані негативні явища набули значного поширення і становлять загрозу утвердженню в державі принципу верховенства права.
23 травня 2007 року у сесійній залі Верховної Ради відбулися парламентські слухання на тему «Про стан правосуддя в Україні».
Учасники парламентських слухань відзначили, що в умовах загострення внутрішньополітичної ситуації в Україні висвітилося багато проблем щодо забезпечення правосуддя і незалежності судової гілки влади.
Викликає занепокоєння ситуація, яка останнім часом склалася у сфері правосуддя, зокрема намагання окремих політичних сил політизувати діяльність судів, використати їх у своїх інтересах, схилити до ухвалення неправосудних рішень. Незважаючи на принцип незалежності суддів, мають місце факти неправомірного впливу на них щодо здійснення правосуддя, втручання в їхню діяльність і як наслідок — прийняття не правових, а політичних рішень, які дискредитують усю судову владу.
Також учасники парламентських слухань звернули увагу на те, що одним з негативних чинників діяльності судів є загальна відсутність поваги до рішень суду і до судової системи в цілому, що має наслідком надзвичайно низький рівень довіри населення до судової влади.
Протистояння між Президентом України Віктором Ющенком та судовою гілкою влади посилилося у травні 2007 року, після того, як Конституційний Суд відібрав у нього право призначати і звільняти суддів на адміністративні посади. Посол ФРН в Україні, який на власні очі бачив навесні демонстрантів і учасників пікету біля будівлі КСУ, із подивом відзначав:
|              | У моїй країні неможливо уявити подібне. Якщо якийсь політик скаже щось негативне про Федеральний Конституційний Суд або зневажливо відгукнеться про прийняте ним рішення, то кар'єру його можна вважати закінченою. |
| — Р. Шеферс, | |

7 грудня 2007 р. у приміщенні «Українського дому» в м. Києві відбулася друга частина VIII позачергового з'їзду суддів України, до якого спонукали розпочаті тоді в Україні процеси, які супроводжувалися системним і відвертим втручанням у здійснення правосуддя, цинічним тиском на суддів, спробами свідомого та цілеспрямованого руйнування судової системи, політизації судів, намаганням перетворити суд із органу правосуддя на орган виконання політичних, корпоративних та особистих замовлень.
Про безпрецедентний і відвертий тиск на суди заявив тоді Голова Верховного Суду Василь Онопенко. Він сказав про намагання провести цілеспрямований, з чітко спланованою координацією дій щодо дискредитації суддів розвал судової влади і що до таких спроб вдаються як окремі посадові особи, так і деякі органи державної влади.
Делегати з'їзду закликали звести до мінімуму хронічне недофінансування судової системи, неприховане бажання представників інших державних органів забезпечувати цей процес у «ручному режимі» (хочу — виділю кошти, хочу — ні), що також є одним із способів тиску на суд.
У 2008 році проблема вийшла на новий рівень, коли Президент Віктор Ющенко своїм указом ліквідував Окружний адміністративний суд міста Києва, який перед тим виніс ухвалу про призупинення указу Ющенка про дострокові парламентські вибори.
30 вересня 2010 року Конституційний Суд України прийняв суперечливе рішення про відновлення дії Конституції України в редакції 1996 року, що посилювала президентську владу Януковича. Згодом з'явилася інформація, що окремі судді Конституційного Суду нібито «письмово і під запис констатували», що на них здійснювала тиск Адміністрація Президента Віктора Януковича при ухваленні рішення про повернення до президентської форми правління. За словами генпрокурора Луценка, деякі судді дійсно визнали тиск зі сторони Януковича, проте пізніше відмовилися від свідчень.
Питання залежності судової системи також бурхливо обговорювалося суспільством після винесення вироку Юлії Тимошенко 11 жовтня 2011 року.
У 2012 році голова представництва ЄС в Україні заявив, що судова влада в Україні все більше піддається політичному й іншим видам тиску.
На початку 2014 року Голова Верховного Суду України Ярослав Романюк у відеозверненні наголосив, що масові акції біля будинків судів створюють перешкоди їх нормальній діяльності, і чиняться вони з метою ухвалення бажаного процесуального рішення.
Особливе занепокоєння Голови Верховного Суду викликають спроби фізичної розправи над суддями:
- донині залишається нерозкритим жорстоке криваве вбивство судді Трофімова у Харкові;
- за ухвалення рішення у справі вбито суддю Зубкова у Києві;
- зроблено спробу фізичної розправи над суддею Шевченківського районного суду в місті Києві;
- у Києво-Святошинському районному суді міста Києва група невдоволених судовим рішенням осіб замість того, щоб оскаржити його в установленому законом порядку, також вдалася до спроби фізичної розправи над суддею, який його ухвалив[83].

З 1 січня до 20 липня 2015 року до Ради суддів України надійшло 30 заяв від суддів щодо втручання в їх діяльність. Найбільш поширеними і такими, які набувають системного характеру, є випадки дій громадських організацій, об'єднань або груп громадян, спрямованих на вираження власного ставлення до судової влади або окремих суддів, які супроводжувалися заходами впливу на суддів, що є порушенням вимог частини 2 статті 126 Конституції України (вплив на суддів у будь-який спосіб забороняється).
Окремі факти шантажу, грубого насильства стосовно суддів та фізичної розправи над ними:
- 7 липня 2008 — Мельник О. в приміщенні Деснянського райсуду Чернігова взяв у заручники суддю І. Рахманкулову та із застосуванням вогнепальної зброї заподіяв тілесні ушкодження співробітнику служби охорони суду.
- 21 березня 2011 — жорстоке вбивство судді Шевченківського районного суду Києва Зубкова.
- 10 червня 2011 — напад на суддю апеляційного суду Львівської області Н. Шумську та крадіжка її майна.
- 22 липня 2012 — напад на суддю Свердловського міського суду Луганської області В. Писанця.
- 30 листопада 2012 — напад на суддю Центрального райсуду Сімферополя В. Михайлова та крадіжка його майна.
- 15 грудня 2012 — з особливою жорстокістю вбито суддю Фрунзенського райсуду Харкова Трофимова та трьох членів його сім'ї[85].

### Під час і після Євромайдану
Проблеми безпеки і незалежності суддів посилилися після Революції гідності та початку війни з Росією.
Під час Єврореволюції окремі політики й активісти почали створювати т. зв. «люстраційний список», до якого увійшли, в основному, судді.
Тільки в лютому 2014 року із вогнепальної зброї вбито суддю Автозаводського районного суду міста Кременчука Полтавської області О. Лободенка і здійснено підпал приміщення Франківського районного суду міста Львова.
23 лютого 2014 року віце-спікер Верховної Ради України Руслан Кошулинський своїм розпорядженням повернув мандати Павлу Балозі й Олександру Домбровському, що раніше були відібрані постановою Вищого адміністративного суду України. При цьому постанова суду не скасована.
23 лютого Верховна Рада звільнила суддю, голову Вищого адміністративного суду України Темкіжева І. Х. шляхом скасування норми про його призначення заднім числом.
Того ж дня Верховна Рада ухвалила Закон, яким перебрала на себе повноваження щодо призначення суддів на адміністративні посади, обрання суддів безстроково, усунувши від цього професійні органи — Вищу раду юстиції та Вищу кваліфікаційну комісію суддів України.
24 лютого Верховна Рада провела «політичну розправу» над суддями Конституційного Суду за ухвалення Рішення від 30 вересня 2010 року № 20-рп/2010 (про конституційну реформу). Це викликало негативну реакцію Міжнародної комісії юристів. Пізніше Вищий адміністративний суд України визнав ці дії парламенту протиправними.
Того ж дня Верховна Рада в обхід процедури амністії звільнила засуджених за вбивство судді Зубкова Дмитра та Сергія Павліченків, оголосивши їх «політв'язнями». При цьому, Парламент приймав рішення під організованим тиском футбольних уболівальників.
Того ж дня група осіб здійснила спробу захоплення Кельменецького, Хотинського та Кіцманського районних судів Чернівецької області з вимогою від голів і суддів цих судів написати заяви про відставку.

### Закон про люстрацію
1 березня Кабмін підтримав законопроєкт «Про відновлення довіри до судової системи України». Його мета — проведення атестації та «люстраційної перевірки» суддів судів загальної юрисдикції. Законопроєкт передбачає «аналіз» рішень, що приймалися суддями до революції; звільнення тих суддів, які не пройдуть атестацію; звільнення голів судів, які були призначені після 2010 року.
Даний законопроєкт був розкритикований Верховним Судом України, Вищим господарським судом України та Радою суддів України. Звернуто увагу зокрема на те, що проєкт нівелює загальні засади презумпції невинуватості особи, що на практиці може мати наслідком прийняття Європейським судом з прав людини жорстких рішень проти України.
Законопроєкти про люстрацію в Україні були названі такими, що не відповідають прийнятим в Європейському Союзі стандартам, оскільки суттєво обмежують громадянські права окремих людей та не передбачають процедури апеляції.
Незважаючи на це, доопрацьований законопроєкт був прийнятий в цілому 8 квітня. Він передбачає утворення Тимчасової спеціальної комісії, яка буде перевіряти суддів, які виносили у період з 21 листопада 2013 року рішення з «політичним» елементом. Висновок ТСК потребуватиме підтвердження з боку Вищої ради юстиції.
Юристи адвокатської компанії «Кравець і партнери» вважають люстрацію суддів «не відновленням довіри, а банальною помстою і побудовою тоталітарної держави». Діяльність Тимчасової спеціальної комісії вони називають втручанням в незалежність суддів з метою впливу на судову владу в цілому.

### XII з'їзд суддів України
1 квітня група народних депутатів звернулись до голови Ради суддів Василя Онопенка з проханням перенести позачерговий З'їзд суддів України (призначений на 7 квітня), на якому повинні бути обрані шість суддів Конституційного Суду. Автори звернення наперед звинуватили ще не обраних суддів КС у «прокремлівській орієнтації».
«Істерія» навколо з'їзду суддів продовжилася 7 квітня, коли Правий сектор почав штурмувати і блокувати будівлю Верховного суду України. Міліція при цьому не втручалася.
Суддів, що прибули на захід, було піддано моральній і фізичній нарузі. Будівлю було захоплено, а з'їзд зірваний.

### Подальші випадки
3 липня 2014 Верховна Рада провалила «євроінтеграційний» законопроєкт про внесення змін до Конституції України щодо посилення гарантій незалежності суддів.
Трапляються випадки, коли на суддів вчиняється тиск зі сторони комбатів, народних депутатів та інших, коли суддю звинувачують у тому, що прийняте ним рішення не відповідає «волі народу».
Проведення 16—17 лютого 2015 року в приміщенні Окружного адміністративного суду м. Києва обшуку Рада суддів вважає посяганням на незалежність органів судової влади.
Секретар Ради нацбезпеки і оборони Олександр Турчинов висловився за заборону всім суддям виїжджати за кордон до завершення процесу люстрації і «до того часу, як вони самі будуть сидіти на лаві підсудних» через те, що «судді стали адвокатами злочинців».
Конституційний Суд України 14 квітня заявив, що «окремі народні депутати, громадські діячі та представники правоохоронних органів» перешкоджають законному розгляду справи щодо люстраційного закону.
30 листопада члени Правого сектора та інші активісти втрутилися в розгляд одеським судом питання про зміну запобіжного заходу фігурантам справи 2 травня, вимагаючи винести певне рішення. Учасники акції примусили трьох суддів написати «заяви про відставку», що є нонсенсом, адже така заява подається виключно добровільно.
«Прийшло 18 народних депутатів, 3 чинних міністри. Усі кричать на суддю, а за спинами стоять якісь великі хлопці, які не зрозуміло чим займаються і не можуть пояснити, як тут опинилися»
Окремі народні депутати України (Олег Ляшко, Ігор Мосійчук, Андрій Денисенко, Володимир Парасюк), перебуваючи під захистом недоторканності, вчиняють насильство стосовно суддів безпосередньо під час відправлення правосуддя.
На початку квітня 2016 року в Голосіївському районному суді Києва коктейлями Молотова спалили кабінет судді, який головував у резонансному процесі над російськими військовими Александровим і Єрофеєвим.
Прем'єр-міністр Володимир Гройсман у квітні 2016 доручив Міністерству юстиції проаналізувати діяльність суддів, а також правомірність судових рішень, пов'язаних із веденням бізнесу в країні. Вищий адміністративний суд України назвав це втручанням виконавчої влади в компетенцію судової, неповагою та упередженим ставленням до судової влади.
У травні 2017 НАБУ проводило обшуки в Окружному адміністративному суді Києва, де розглядалися в той час справи проти цього відомства.
З 2014 року триває конфлікт між суддею Октябрського суду Полтави Ларисою Гольник та мером Полтави Олександром Мамаєм. Суддя відмовилася закривати справу про корупційне адмінправопорушення проти мера, на неї чиниться тиск зі сторони мерії та колег, пропонували хабар, погрожують. У листопаді 2017 на Ларису Гольник та її чоловіка вчинено напад, за яким, на її думку, стоять мер та голова суду.